# اتفاقية التعويضات بين إسرائيل وألمانيا الغربية
اتفاقية التعويضات بين إسرائيل وألمانيا الغربية وُقعت في 10 سبتمبر 1952، ودخلت حيز التنفيذ في 27 مارس 1953. وفقًا للاتفاقية، كان على ألمانيا الغربية أن تدفع لإسرائيل تكاليف «إعادة توطين عدد كبير جدًا من اللاجئين اليهود المشردين والمعدمين» بعد الحرب، وتعويض اليهود عبر المؤتمر المعني بالمطالبات المادية اليهودية ضد ألمانيا عن الخسائر في رزق اليهود والممتلكات الناتجة عن الاضطهاد النازي.